# 小行星13551
小行星13551（13551 Gadsden）是一颗绕太阳运转的小行星，为火星轨道穿越小行星。该小行星于1992年3月26日发现。

## 轨道参数
小行星13551的轨道半长轴为2.5283940 UA，离心率为0.422。